# Muhlenbergia vaginata
Muhlenbergia vaginata är en gräsart som beskrevs av Jason Richard Swallen. Muhlenbergia vaginata ingår i släktet muhlygräs, och familjen gräs. Inga underarter finns listade i Catalogue of Life.